# Łukasz Górka (zm. 1475)
Łukasz (I) Górka herbu Łodzia (zm. w 1475) – wojewoda poznański w 1441 roku, starosta generalny Wielkopolski w latach 1447–1448, 1451–1454 i 1456–1457, podczaszy poznański w 1438 roku, dworzanin królewski w 1428 roku, starosta Kościana w latach 1433–1469- (1475), starosta Nakła, starosta Pobiedzisk w latach 1442–1472-(1475), poseł do sułtana Murada w 1440 roku, z oznajmieniem, że Władysław III Warneńczyk jest już królem Węgier.

## Życiorys
Syn Jakuba (Jakusza) z Górki (Miejskiej Górki) i jego żony Doroty. Praprawnuk wojewody kaliskiego Mikołaja Przedpełkowica. W młodości został dworzaninem królewskim (prawdopodobnie za wstawiennictwem swego wuja Mikołaja I z Górki i Kórnika - kanclerza kapituły poznańskiej).
W 1428 został łożnym Władysława Jagiełły, przed 1434 otrzymał (prawdopodobnie w zastaw) starostwo kościańskie, a w 1437 lub 1438 urząd podczaszego poznańskiego. W 1440 towarzyszył Władysławowi Warneńczykowi w wyprawie na Węgry, doprowadzając posiłki z Wielkopolski, jednak przed bitwą pod Warną powrócił do ojczyzny. Po śmierci Władysława III posłował zarówno do Kazimierza Jagiellończyka jak i Bolesława IV – księcia mazowieckiego w sprawie sukcesji. Szybko został zaufanym nowego króla, w latach 1447–1448 sprawował urząd wielkopolskiego starosty generalnego (ponownie w 1451-1454 i 1456-1457), a w 1449 został wojewodą poznańskim.
Jako członek rady królewskiej popierał Kazimierza w walce z Zbigniewem Oleśnickim i małopolską opozycją. Jako zwolennik inkorporacji Prus kontaktował się z Związkiem Pruskim a w 1454 brał udział w hołdzie Gdańska. Był jednym z głównodowodzących w bitwie pod Chojnicami (18 IX 1454), a po klęsce trafił do niewoli. Więziono go w Malborku, skąd został zwolniony w 1455 roku.
Od tego momentu działał wyłącznie jako dyplomata, choć podczas wojny trzynastoletniej udzielał wojskom królewskim wsparcia finansowego. Był sygnatariuszem aktu pokoju toruńskiego 1466 roku. Po wojnie rokował z Maciejem Korwinem – królem Węgier o tron czeski dla synów Kazimierza.
W 1474 brał udział w nieudolnym pospolitym ruszeniu mającym bronić południowej Wielkopolski przed najazdem Jana II Szalonego – księcia żagańskiego.
Do śmierci sprawował urząd starosty kościańskiego (jego bezwzględne ściąganie podatków wywołało bunt mieszczan w 1447) oraz pobiedziskiego. Zmarł nagle 11 kwietnia 1475, pochowano go w poznańskiej katedrze.
Po 1444 roku poślubił Katarzynę Szamotulską, córką Dobrogosta Szamotulskiego, kasztelana poznańskiego. Miał synów: Uriela, Jana, Jakuba (II) i Mikołaja (II) oraz córkę Małgorzatę - żonę Stanisława Zbąskiego.